# 622398 Fraser
622398 Fraser este o planetă minoră (asteroid) din centura de asteroizi. A fost descoperită pe 31 august 2013 la  de . 
Obiectul prezintă o orbită caracterizată de o semiaxă mare de 2,2963404038715 UAi, o excentricitate de 0,23660362264132, o înclinație de 4,3564042110488 ° în raport cu ecliptica.